# گاما-گلوتامیل‌سیستئین
گاما-گلوتامیل‌سیستئین (به انگلیسی: Gamma-Glutamylcysteine) یک ترکیب شیمیایی با شناسه پاب‌کم ۸۴۲ است. شکل ظاهری این ترکیب، بلورهای کدر سفید است.